# Erik Fivel
Eric Helmer Fivel, född 5 juli 1906 i Ludvika församling, Kopparbergs län, död 27 december 1991 i Huddinge församling, Stockholms län, var en svensk musiker (saxofon). 
Fivel har i film medverkat i några roller som musiker. 

## Filmografi
- 1941 – Hem från Babylon
- 1941 – Gatans serenad
- 1947 – Sången om Stockholm